# Pavel Cagaš
Pavel Cagaš (* 30. Oktober 1963 in Brünn) ist ein ehemaliger tschechischer Eishockeytorwart, der in der Deutschen Eishockey Liga für die Kassel Huskies, Adler Mannheim und Hannover Scorpions spielte.

## Spielerkarriere
Der Goalie begann seine Karriere beim HC Vítkovice in der 1. Liga der Tschechoslowakei, auf der deutschen Eishockeybühne trat er erstmals als Torhüter der Kassel Huskies auf, für die er von 1996 bis 1998 zwischen den Pfosten stand. Zunächst kehrte Cagas in seine Heimat zurück, während der Saison 1998/99 wechselte er dann vom HC Opava zu den Adler Mannheim, für die er alle Play-off-Spiele bestritt und mit denen er schließlich Deutscher Meister wurde. Wieder wechselte Cagas nach Tschechien, diesmal zum HC Femax Havířov, doch schon während der Spielzeit 1999/00 folgte sein Engagement bei den Hannover Scorpions, für die er bis 2001 75 Spiele absolvierte.
In der Saison 2001/02 spielte Pavel Cagas erneut für den HC Havířov, seine Karriere beendete er dann allerdings 2003 beim deutschen Zweitligisten REV Bremerhaven.
Das Karriereende dauerte aber nicht lange. In der Saison 2004/2005 hütete er das Tor des Braunlager SC/Harz in der Regionalliga Nord/Ost.